# セフスク

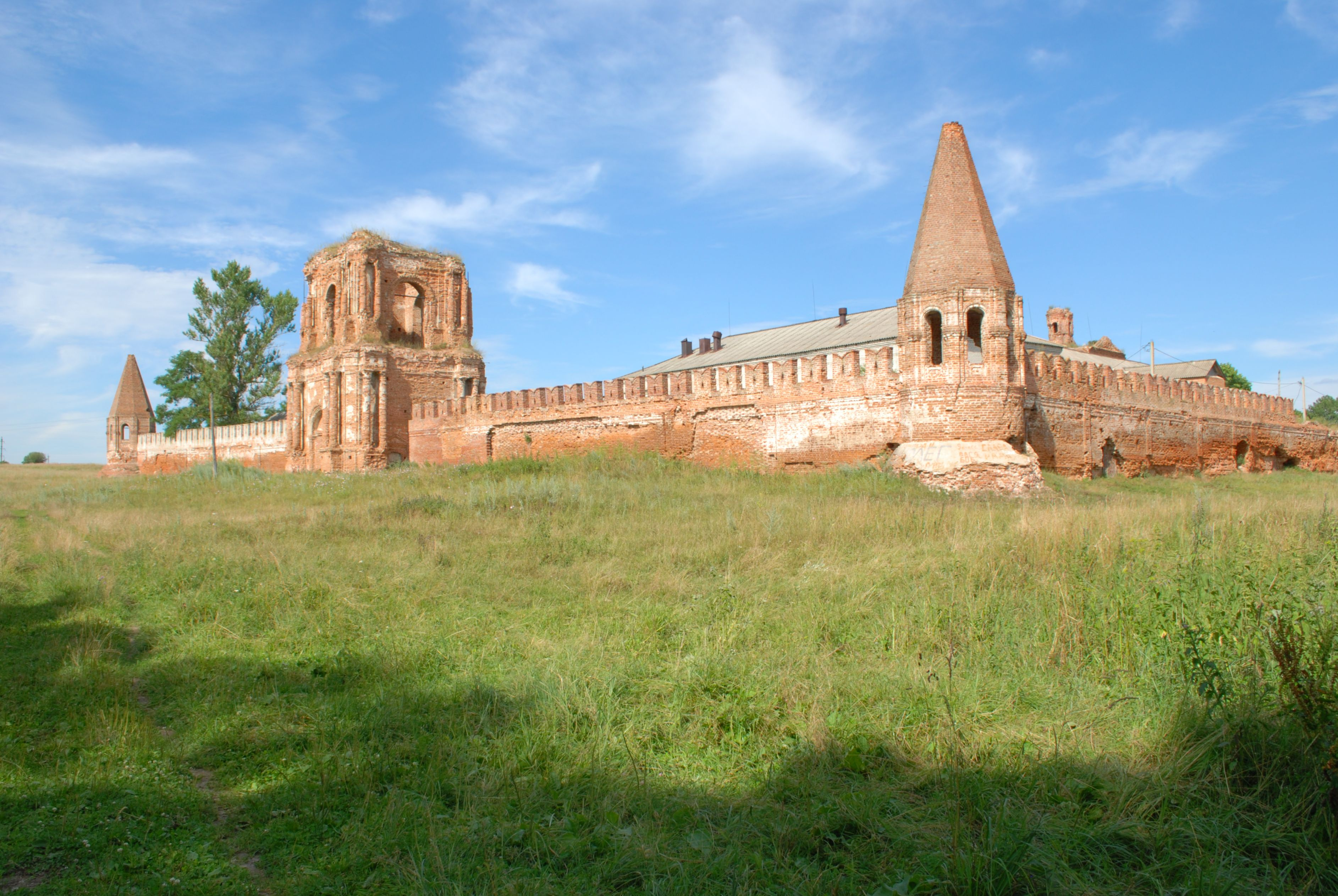

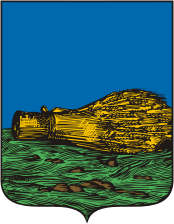
紋章

セフスク（ロシア語：Севск）は、ロシア連邦ブリャンスク州の町。人口は6,732人（2021年）。ドニエプル川の支流セフ川岸、州都ブリャンスクから142kmに位置する。

## 歴史
セヴェリアの最初の町のうちの一つであったセフスクは1146年からチェルニゴフ公国の一部であったことが知られている。1356年にリトアニア大公国に併合された。最終的にセフスクは1585年にモスクワ公国に併合され、ロシア国境の要塞となった。1634年、3週間に渡るポーランド軍の包囲に耐えた。
その後の歴史の中でセフスクの属する県はキエフ県、ベルゴロド県、オリョール県と移り変わってきた。セフスクにおけるソビエト連邦による支配は1918年3月に確立した。1941年10月1日から1944年8月27日までドイツ軍の占領を受けた。1944年、セフスクはブリャンスク州の一部となった。
史跡には中世の要塞の城壁、カザンの生神女教会（1760年）、昇天教会（1765年）、聖ペトロ・パウロ教会（1809年）がある。一つは1782年と1811年に建立の2つの大聖堂があったが、双方がスターリン時代に破壊され、それらの鐘楼だけが残っている。